# Грибны
Грибны — деревня в Удомельском городском округе Тверской области.

## География
Деревня расположена на берегу озера Грибно в 18 км на северо-запад от города Удомля.
В «Тверских епархиальных ведомостях» за 1901 год (№ 17 от 01.09.1901) содержится следующее описание географии села Грибны: «Село Грибен (или Грибны) … расположено на западном берегу озера Грибны. Церковь построена на холме при истоке из озера реки Гриблянки».
Сейчас и на восточном берегу озера есть несколько домов. Эта часть деревни называется Грибенец. Заканчивается восточный берег купальней.
На озере есть два острова: Большой и Ситник. В озеро впадают речки Мажица и Демянка.

## История
Деревня Грибны впервые упоминается в 1545 году в Писцовой книге Бежецкой пятины (стр. 336): «Во Млёве-ж в Егорьевском погосте в волостке в Константиновской-ж Гребенского да его детей в Тимошкинской да в Офонинской за Ездоком за Некрасовым сыном Оникеева. Дер. Грибно: двор большой, а в нем сам Ездок, а людей его: дв. Исачко, да Ус, пашни в поле 12 коробей, а в дву по тому-ж, сена 20 копен, да на отхожих пожнях на Откосе, да на Легачевке, да на Медведевке на речке на Грибнице по обе стороны сена 70 копен, 2 обжи… В дер. в Заднем Грибне на озере на Грибне вопче с земцами с Федком да с Миткою с Матвеевыми детьми Мартемьянова на Ездоковой обже двор пуст, пашни перелогом 3 коробьи, сена 15 копен, обжа».
Грибно и Заднее Грибно впоследствии слились в одну деревню.
В 1810 году в селе помещиком Милюковым была построена каменная Никольская церковь с 2 престолами. Видимо, в Грибнах это была уже третья церковь. Вторая церковь деревянная находилась к северу от села, где теперь деревянная часовня и родник. Там же было старое кладбище. Самая древняя, говорят, находилась на том месте, где был дом священника. 22 декабря 1937 г. за антисоветскую пропаганду арестован священнослужитель Грибенской церкви Орлов Пётр Сергеевич, рождения 1873 г., и расстрелян 29 декабря 1937 г. Реабилитирован 6 июня 1989 г.
В 2022 году на месте неработающего деревянного клуба началось строительство кирпичного храма в честь иконы пресвятой Богородицы «Всех скорбящих Радость с грошиками».  
В начале 1930-х годов в Грибнах организуется колхоз «Прожектор». В период коллективизации принимались репрессивные меры против некоторых жителей. Позже они были реабилитированы.
В конце XIX — начале XX века село входило в состав Михайловской волости Вышневолоцкого уезда Тверской губернии. С 1929 года деревня являлась центром Грибинского сельсовета Удомельского района Тверского округа Московской области, с 1935 года — в составе Калининской области, с 1954 года — в составе Копачёвского сельсовета, с 2005 года — в составе Копачёвского сельского поселения, с 2015 года — в составе Удомельского городского округа.
На фронтах Великой Отечественной войны погибло около 40 жителей села.
В советское время в деревне пробурена скважина для водоснабжения западной части деревни.
06.11.2015 в Грибнах сгорел магазин. С тех пор снабжение дважды в неделю осуществляет автолавка. Ближайший магазин находится в Копачёве.

## Население
| 1859 | 2002 | 2010 |
| ---- | ---- | ---- |
| 225  | ↘93  | ↘66  |

## Достопримечательности
В деревне расположена недействующая церковь Николая Чудотворца 1810 года постройки (57.928180 34.771980).
На северо-западе деревни расположена деревянная часовня Рождества Христова (57.935901 34.756273). Там же находится источник, первые упоминания о котором относятся к XVII в.
Мост через речку Мажица (57.929206 34.771648).
Водонапорная башня (57.932282 34.764469).